# Малі Жеребці
Малі Жеребці́ (рос. Малые Жеребцы) — присілок у складі Щолковського міського округу Московської області, Росія.

## Населення
Населення — 24 особи (2010; 21 у 2002).
Національний склад (станом на 2002 рік):
- росіяни — 100 %